# Темара
Темара (араб. تمارة; бербер. ⵜⵎⴰⵔⴰ) — портове місто в Марокко. Розташоване в регіоні Рабат — Сале — Кенітра поруч зі столицею країни, Рабатом, на узбережжі Атлантичного океану. Населення міста становить 313 510 осіб.

## Історія
Темара була заснована в ХІІ столітті султаном Османом ель Арфауї, який побудував мечеть на цьому місці. П'ять століть потому Мулай Ісмаїл побудував теперішню стіну і зробив з Темари рибат (фортифікаційне укріплення) навколо мечеті Саїд. Пізніше Мулай Абд ар Рахман (1822–1859) та Мулай Абдул Азіз (1894–1908) завершили будівництво релігійних та військових таборів.

## Клімат
За класифікацією Кеппена Темара має середземноморський клімат зі спекотним літом (Csa). Взимку випадає опадів більше, ніж влітку. Середньорічна температура в Темарі становить 17.8°C. Близько 505 мм опадів випадає щороку.
| Клімат Темари                          | Клімат Темари | Клімат Темари | Клімат Темари | Клімат Темари | Клімат Темари | Клімат Темари | Клімат Темари | Клімат Темари | Клімат Темари | Клімат Темари | Клімат Темари | Клімат Темари | Клімат Темари |
| Показник                               | Січ.          | Лют.          | Бер.          | Квіт.         | Трав.         | Черв.         | Лип.          | Серп.         | Вер.          | Жовт.         | Лист.         | Груд.         | Рік           |
| Середній максимум, °C                  | 17,2          | 18,4          | 20,3          | 21,8          | 23,6          | 26,0          | 28,1          | 28,8          | 27,6          | 25,4          | 21,2          | 18,4          | 23,1          |
| Середній мінімум, °C                   | 7,3           | 7,7           | 9,3           | 10,8          | 13,1          | 15,9          | 17,6          | 18,2          | 16,9          | 14,3          | 10,9          | 8,4           | 12,5          |
| Норма опадів, мм                       | 75            | 66            | 61            | 53            | 21            | 5             | 0             | 1             | 7             | 41            | 74            | 101           | 505           |
| -------------------------------------- | ------------- | ------------- | ------------- | ------------- | ------------- | ------------- | ------------- | ------------- | ------------- | ------------- | ------------- | ------------- | ------------- |
| Джерело: Climate-Data.org,Climate data |               |               |               |               |               |               |               |               |               |               |               |               |               |

## Економіка
Темара лежить поруч із двома важливими містами Марокко — столицею Рабатом та економічним центром країни, Касабланкою.
Місто має дві великі промислові зони. Перша — у напрямку до Касабланки, загальною площею 120 гектарів, містить 55 підприємств різних галузей (текстиль, пакувальні матеріали, поліграфія, харчова продукція). Друга промислова зона, Аттаснія, розташована з іншого боку міста, в напрямку Рабата. Вона займає площу в 20 гектарів та містить 23 підприємства з виробництва текстилю, електроніки, хімікатів тощо.
В місті також розташований Рабатський зоопарк.